# Paulino Uzcudun
Paulino Uzcudun Eizmendi (* 3. Mai 1899 in Régil; † 5. Juli 1985) war Baske und zählte zu den bedeutendsten spanischen Schwergewichtsboxern.

## Leben und Wirken
In den USA war er nur unter seinem Vornamen Paulino bekannt. Er war für sein Kinn und seine Schlagkraft berühmt, an der Boxtechnik mangelte es ihm jedoch.
Zu seinen berühmtesten Gegnern gehören die Weltmeister Joe Louis, Max Schmeling, Primo Carnera, Tommy Loughran und Mickey Walker, denen er unterlag.
Seine bedeutungsvollsten Siege gelangen ihm gegen Max Baer, den er über zwanzig Runden nach Punkten schlug, und Harry Wills, den er durch KO besiegte. Max Baer war zu diesem Zeitpunkt allerdings erst 22 Jahre alt und noch sehr unerfahren und Harry Wills hatte mit 38 Jahren seinen Zenit schon weit überschritten.
Uzcudun war vor seiner Profikarriere Metzger. Er konnte am Ende seiner Laufbahn auf 50 Siege (davon 34 durch K. o.) und 17 Niederlagen zurückblicken. Gegen Max Schmeling verlor er 1929 in New York, schaffte 1934 ein schmeichelhaftes Unentschieden in Spanien und verlor am 7. Juli 1935 im Berliner Poststadion. In seinem letzten Kampf 1935 gegen Joe Louis erlitt er seine einzige K.-o.-Niederlage. Er starb im Juli 1985 im Alter von 86 Jahren.